# 王廷周
王廷周（？—？），一作王州元，字愷如，號鵝池，蘇州府常熟縣人，清代畫家。王玖次子，王廷元之弟。“後四王”之一。